# N347 (België)
De N347 is een gewestweg in België in de plaats Poperinge. De weg vormt een soort randweg vanaf de N308 aan de westkant via het noorden naar de N333 aan de oostkant van de plaats. De weg heeft een lengte van ongeveer 2,5 kilometer. Iets verder naar de rand van Poperinge ligt de onvoltooide ringweg R33.
De gehele weg bestaat uit twee rijstroken voor beide rijrichtingen samen.